# Tipula (Eumicrotipula) aglossa
Tipula (Eumicrotipula) aglossa is een tweevleugelige uit de familie langpootmuggen (Tipulidae). De soort komt voor in het Neotropisch gebied.